# Campo di Marte (groupe)
Pour les articles homonymes, voir Campo di Marte.
Campo di Marte est un groupe musical italien, originaire de Florence.

## Histoire
Le groupe est formé par Enrico Rosa (ex-guitariste de Senso Unico) et Mauro Sarti (ex-batteur et flûtiste de Verde Stagione), avec le bassiste italo-américain Richard Ursillo, Carlo Marcovecchio (ex-batteur de I Califfi) et Alfredo Barducci (bois, piano, orgue, chant). Le groupe, très actif sur scène, n'a produit qu'un seul disque, l'album éponyme composé en 1971, qui est sorti en 1973 alors que le groupe était sur le point de se séparer,. Le disque a été publié par le label United Artists en Italie et en Amérique latine.
Le nom Campo di Marte (Champ de Mars), inspiré d'un quartier homonyme de Florence, a été choisi pendant la période d'enregistrement : Mars étant le dieu mythologique de la guerre, il s'agissait d'une référence métaphorique au concept de champ de bataille, tandis que les paroles des chansons, nettement antimilitaristes, soulignaient en même temps la critique de la guerre. La pochette de l'album montrait également d'anciens soldats turcs mercenaires s'infligeant des blessures à l'aide de diverses armes, afin de démontrer leur force et leur courage. L'album Campo di Marte est devenu au fil du temps l'une des productions emblématiques du rock progressif italien, à tel point que le groupe a été inclus en 1993 dans l'Enciclopedia del rock italiano de C. Rizzi.
En 1974, Enrico Rosa, compositeur et arrangeur de l'album, s'installe au Danemark, où il poursuit une carrière de musicien de jazz,. En 2003, il retrouve Mauro Sarti, Eva Rosa (flûte à bec), Matin Alexandr Sass (claviers) et Maurilio Rossi (basse), pour une courte tournée en Italie, d'où naît l'album live Concerto zero. En 1994, le premier album a été réédité en CD par Mellow Records. En 2003, le groupe se réunit pour une brève tournée. En 2006, BTF a publié l'œuvre dans un mini-album, reproduisant l'ordre et les titres de l'album original. Une réédition de l'album en 1973 a également été publiée en vinyle rouge.

## Membres
- Enrico Rosa - guitare, voix, mellotron
- Alfredo Barducci - bois, piano, orgue, chant
- Paul Richard Ursillo - basse, voix
- Mauro Sarti - batterie, percussions, flûte, voix
- Carlo Felice Marcovecchio - batterie, percussions, chant
- Eva Rosa - flûte à bec (2003)
- Matin Alexandr Sass - claviers (2003)
- Maurilio Rossi - basse (2003)

## Discographie

### Album studio
- 1973 : Campo di Marte

### Album live
- 2003 : Concerto zero